# Кохановський Анатолій Юрійович
Анатолій Юрійович Кохановський (нар. 5 жовтня 1995, Чернігів, Україна) — український футболіст, нападник «Чернігова».

## Життєпис
Народився в Чернігові. Вихованець місцевої «Юності», у футболці якої з 2008 по 2012 рік виступав у ДЮФЛУ. Дорослу футбольну кар'єру розпочав 2012 року в «Будівельника-Енергії» (Ріпки) з чемпіонату Чернігівської області. Про виступи з 2013 по 2016 рік дані відсутні. У 2017 році підсилив «Чернігів», у складі якого виступав у чемпіонаті Чернігівської області та аматорському чемпіонаті України. З 2018 по 2020 рік грав за «Агродім» (Бахмач), також в аматорському чемпіонаті України.
Влітку 2020 року повернувся до «Чернігова», у складі якого виступав в аматорському чемпіонаті України. У професіональному футболі дебютував за «городян» 6 вересня 2020 року в переможному (2:0) виїзному поєдинку 1-го туру групи А Другої ліги України проти «Рубікона». Анатолій вийшов на поле в стартовому складі, на 83-й хвилині відзначився першим голом у професіональному футболі, а на 85-й хвилині його замінив Андрій Вересоцький.